# Waterhead
Waterhead – civil parish w Anglii, w Kumbrii, w dystrykcie (unitary authority) Cumberland. W 2011 roku civil parish liczyła 130 mieszkańców.